# Lac Gérin-Lajoie
Pour les articles homonymes, voir Gérin-Lajoie.
Le lac Gérin-Lajoie est un plan d'eau douce dans la municipalité de Moffet, dans la municipalité régionale de comté (MRC) de Témiscamingue, dans la région administrative de l'Abitibi-Témiscamingue, au Québec, au Canada.
Ce lac fait partie de la partie supérieure du bassin versant de la rivière des Outaouais. La foresterie constitue la principale activité économique du secteur ; les activités récréotouristiques arrivent en second.
Annuellement, la surface de la rivière est généralement gelée de la mi-novembre à la fin avril, néanmoins, la période de circulation sécuritaire sur la glace est habituellement de la mi-décembre au début d’avril.

## Géographie
Les bassins versants voisins du lac Gérin-Lajoie sont :
- côté Nord : Petite rivière Roger, lac Beaudry, lac Roger (Rémigny) ;
- côté Est : rivière des Outaouais, lac Grassy, lac Simard (Témiscamingue) ;
- côté Sud : Petite rivière Roger, lac Gaboury (Témiscamingue), lac Langelier (Témiscamingue), rivière des Outaouais, lac des Quinze (Témiscamingue) ;
- côté Ouest : lac des Quinze (Témiscamingue), rivière des Outaouais.

Ce lac qui a une longueur de 3,3 km et une altitude de 267 m, est traversé sur sa pleine longueur par la Petite rivière Roger. Il fait partie d’une chaine de cinq lacs : lac Basserode, lac Roger (Rémigny), lac Beaudry, lac Gérin-Lajoie et lac Gaboury (Témiscamingue).
L'embouchure du lac Gérin-Lajoie est sur la rive Sud-Ouest et se décharge dans la Petite rivière Roger ; cette dernière coule vers le Sud pour se déverser sur la rive Nord-Ouest du lac des Quinze (Témiscamingue) lequel est traversé par la rivière des Outaouais. Cette dernière coule dans ce secteur vers le Sud-Ouest en traversant successivement le lac Grassy, le Passage Grassy, le lac des Quinze (Témiscamingue) et le lac Témiscamingue.

## Toponymie
Cet hydronyme évoque l’œuvre de vie d'Antoine Gérin-Lajoie (né à Yamachiche en 1824 et décédé à Ottawa en 1882). Il a exercé sa carrière comme journaliste, avocat, écrivain et fonctionnaire. Il est issu d'une famille de cultivateurs prospères.
Gérin-Lajoie fit l'apologie de ce métier dans son roman à thèse intitulé Jean Rivard, le défricheur (1862). Auparavant, en 1842, il avait composé la complainte Un Canadien errant sur l'air de Par derrière chez ma tante. Journaliste à Montréal, à La Minerve (1845-1847), admis au barreau en 1848, il délaisse la pratique du droit au profit d'une carrière de traducteur et de bibliothécaire pour le gouvernement du Canada-Uni, puis de celui du Canada. Sur le plan littéraire, Gérin-Lajoie appartient à l'École de Québec, mouvement qui réunissait notamment Octave Crémazie, Joseph-Charles Taché, l'abbé Henri-Raymond Casgrain et François-Xavier Garneau. En 1861, les membres du mouvement avaient fondé Les Soirées canadiennes, revue dans laquelle paraîtra la première partie de Jean Rivard, le défricheur.
La désignation toponymique « Lac Gérin-Lajoie » parait dans le Dictionnaire des rivières et lacs de la province de Québec (1914). Cette désignait venait alors remplacer Kaiskogomau (ou encore Kaishcogomau ou Kaishcogamau), signifiant « celui qui est le dernier lac ». Jadis ce plan d’eau était aussi désigné « Deepwater ». Cette désignation a paru sur une carte de relevés géologiques du comté de Témiscamingue datée de 1918. Il existait encore un certain usage local de ce dernier nom 70 ans plus tard.
Le toponyme lac Gérin-Lajoie a été officialisé le 5 décembre 1968 à la Banque des noms de lieux de la Commission de toponymie du Québec, soit à la création de cette Commission.